# Morchella elata
Morchella elata är en svampart som beskrevs av Fr. 1822. Morchella elata ingår i släktet Morchella och familjen Morchellaceae.  Utöver nominatformen finns också underarten purpurascens.

## Källor

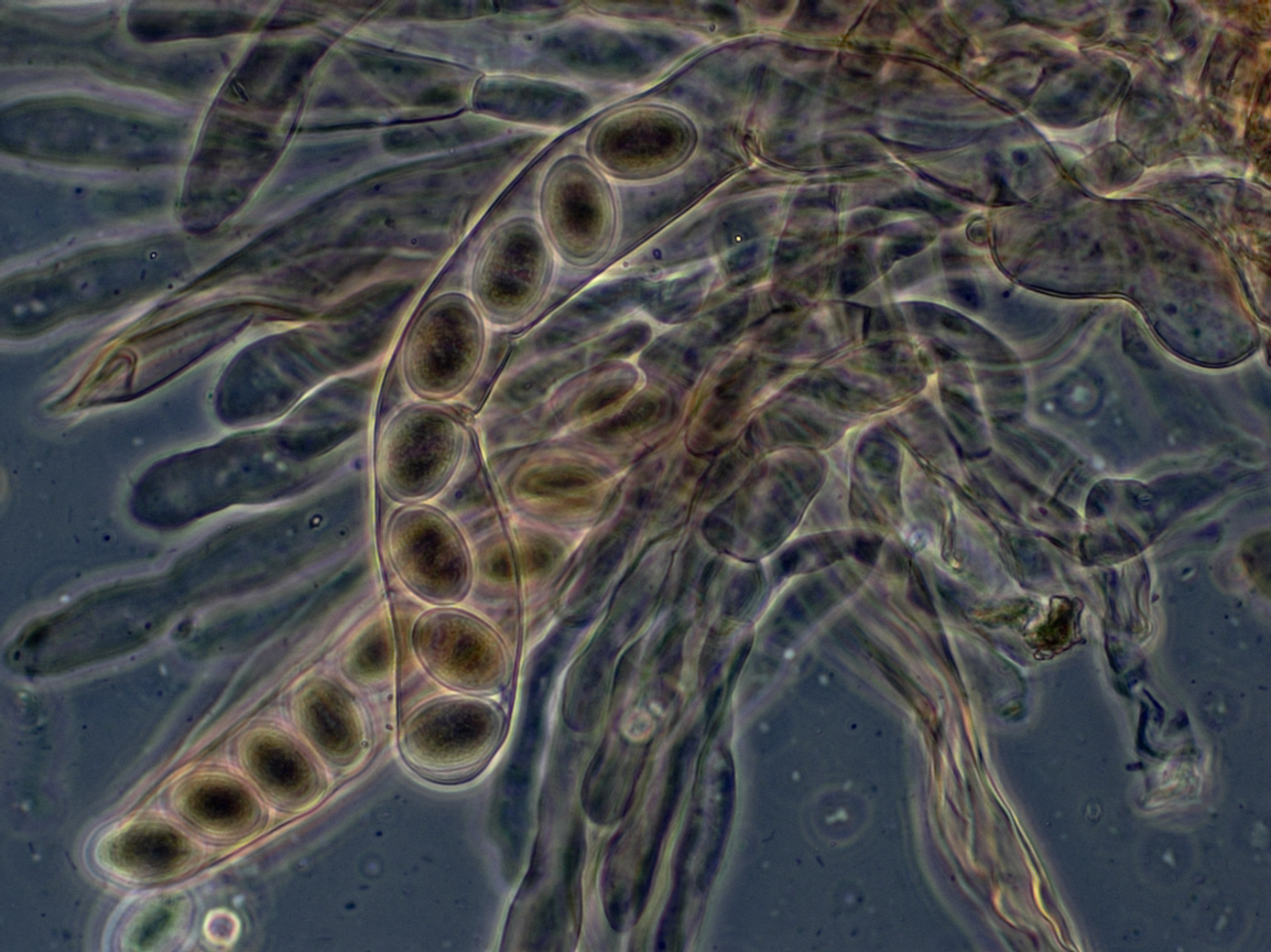